# Lista przewodniczących Zgromadzenia Narodowego Słowenii

## Chronologiczna lista przewodniczących
- tymczasowo

| #                                           | Imię i Nazwisko                             | Portret                                     | Kadencja                                    | Kadencja                                    | Partia polityczna                           | Partia polityczna                           |
| #                                           | Imię i Nazwisko                             | Portret                                     | Od                                          | Do                                          | Partia polityczna                           | Partia polityczna                           |
| Przewodniczący Zgromadzenia Konstytucyjnego | Przewodniczący Zgromadzenia Konstytucyjnego | Przewodniczący Zgromadzenia Konstytucyjnego | Przewodniczący Zgromadzenia Konstytucyjnego | Przewodniczący Zgromadzenia Konstytucyjnego | Przewodniczący Zgromadzenia Konstytucyjnego | Przewodniczący Zgromadzenia Konstytucyjnego |
| ------------------------------------------- | ------------------------------------------- | ------------------------------------------- | ------------------------------------------- | ------------------------------------------- | ------------------------------------------- | ------------------------------------------- |
| 1                                           | France Bučar                                |                                             | 9 maja 1990                                 | 23 grudnia 1992                             |                                             | SDZ                                         |
| Przewodniczący Zgromadzenia Narodowego      |                                             |                                             |                                             |                                             |                                             |                                             |
| 2                                           | Herman Rigelnik                             |                                             | 23 grudnia 1992                             | 14 września 1994                            |                                             | LDS                                         |
| —                                           | Miroslav Mozetič                            |                                             | 14 września 1994                            | 16 września 1994                            |                                             | SKD                                         |
| 3                                           | Jožef Školč                                 |                                             | 16 września 1994                            | 3 grudnia 1996                              |                                             | LDS                                         |
| 4                                           | Janez Podobnik                              |                                             | 3 grudnia 1996                              | 27 października 2000                        |                                             | SLS                                         |
| 5                                           | Borut Pahor                                 |                                             | 10 listopada 2000                           | 9 lipca 2004                                |                                             | SD                                          |
| —                                           | Valentin Pohorec                            |                                             | 9 lipca 2004                                | 12 lipca 2004                               |                                             | DeSUS                                       |
| 6                                           | Feri Horvat                                 |                                             | 12 lipca 2004                               | 22 października 2004                        |                                             | SD                                          |
| 7                                           | France Cukjati                              |                                             | 22 października 2004                        | 15 października 2008                        |                                             | SDS                                         |
| 8                                           | Pavel Gantar                                |                                             | 15 października 2008                        | 2 września 2011                             |                                             | Zares                                       |
| —                                           | Vasja Klavora                               |                                             | 2 września 2011                             | 2 września 2011                             |                                             | DeSUS                                       |
| 9                                           | Ljubo Germič                                |                                             | 2 września 2011                             | 21 grudnia 2011                             |                                             | LDS                                         |
| 10                                          | Gregor Virant                               |                                             | 21 grudnia 2011                             | 28 stycznia 2013                            |                                             | DL                                          |
| —                                           | Jakob Presečnik                             |                                             | 28 stycznia 2013                            | 27 lutego 2013                              |                                             | SLS                                         |
| 11                                          | Janko Veber                                 |                                             | 27 lutego 2013                              | 1 sierpnia 2014                             |                                             | SD                                          |
| 12                                          | Milan Brglez                                |                                             | 1 sierpnia 2014                             | 22 czerwca 2018                             |                                             | SMC                                         |
| 13                                          | Matej Tonin                                 |                                             | 22 czerwca 2018                             | 23 sierpnia 2018                            |                                             | NSi                                         |
| —                                           | Tina Heferle                                |                                             | 23 sierpnia 2018                            | 23 sierpnia 2018                            |                                             | LMŠ                                         |
| 14                                          | Dejan Židan                                 |                                             | 23 sierpnia 2018                            | 3 marca 2020                                |                                             | SD                                          |
| —                                           | Branko Simonovič                            |                                             | 3 marca 2020                                | 5 marca 2020                                |                                             | DeSUS                                       |
| 15                                          | Igor Zorčič                                 |                                             | 5 marca 2020                                | 13 maja 2022                                |                                             | SMC                                         |
| 16                                          | Urška Klakočar Zupančič                     |                                             | 13 maja 2022                                | nadal                                       |                                             | GS                                          |